# Vaux-lès-Mouzon
Vaux-lès-Mouzon ist eine französische Gemeinde mit 72 Einwohnern (Stand 1. Januar 2022) im Département Ardennes in der Région Grand Est (vor 2016 Champagne-Ardenne). Die Gemeinde gehört zum Arrondissement Sedan und zum Kanton Carignan.

## Geografie
Vaux-lès-Mouzon liegt etwa 34 Kilometer ostsüdöstlich des Stadtzentrums von Sedan in den Argonnen. Umgeben wird Vaux-lès-Mouzon von den Nachbargemeinden Euilly-et-Lombut im Norden, Carignan im Nordosten, Sailly im Osten, Malandry im Südosten, Autréville-Saint-Lambert im Südosten und Süden, Moulins-Saint-Hubert im Süden und Südwesten sowie Mouzon im Westen.

## Bevölkerungsentwicklung
| 1962                       | 1968 | 1975 | 1982 | 1990 | 1999 | 2006 | 2011 | 2019 |
| -------------------------- | ---- | ---- | ---- | ---- | ---- | ---- | ---- | ---- |
| 144                        | 130  | 106  | 90   | 81   | 78   | 84   | 86   | 70   |
| Quellen: Cassini und INSEE |      |      |      |      |      |      |      |      |

## Sehenswürdigkeiten

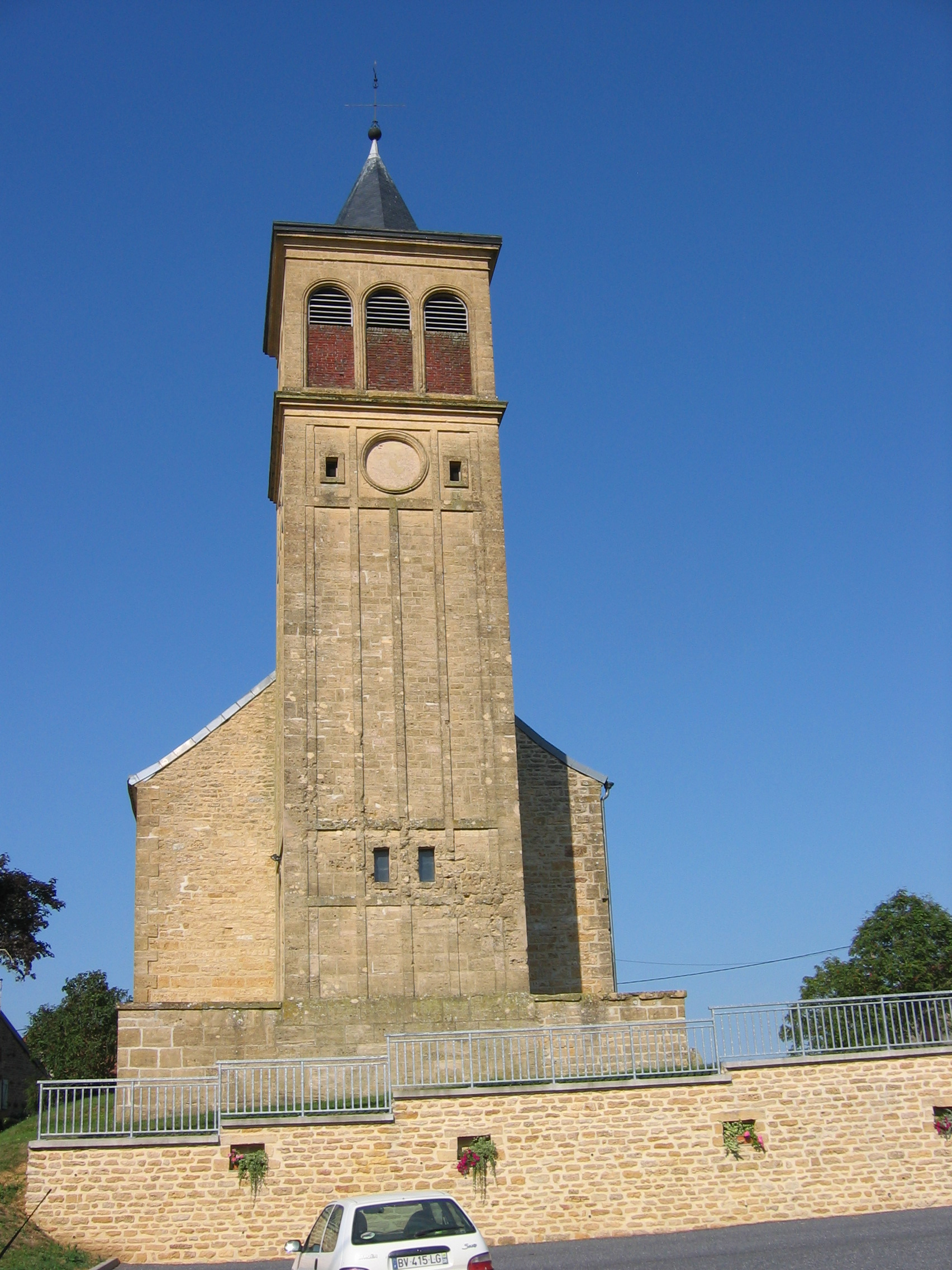
Kirche Saint-Sébastien

- Kirche Saint-Sébastien